# Giovanni Francesco Abela
Giovanni Francesco Abela (Valletta, 1582 - aldaar, 1655) was een Maltese edelman die in de 17e eeuw vooral bekend werd door het historisch werk dat hij verrichtte.

## Biografie
Giovanni Francesco Abela werd in Valletta geboren als zoon van Marco Abela en Bernarda Vella, zijn familie was ver verwant aan het Spaanse koningshuis. Na zijn studie begon hij aan een groot onderzoek naar de historie van het eiland Malta. Zo bezocht hij verschillende archeologische plekken op het eiland. Zo vond hij ook enkele resten van de oeroude tempel van Ħaġar Qim. De vondsten die hij had gedaan schreef hij op in zijn werk getiteld Malta illustrata con le sue Antichità ed altre Notizie. Zijn werk verspreidde zich al snel over Europa en werd verscheidene malen vertaald. Zo kwam er ook een vertaling van zijn werk in handen van Johannes Georgius Graevius.
Begin 17e eeuw had Abela ook zijn woning in Marsa omgebouwd tot een klein museum dat hij inrichtte met de verschillende vondsten die hij had gedaan in de loop der jaren. Veel van deze voorwerpen zijn tegenwoordig te bewonderen in het Maltese Nationale Museum voor Archeologie. Daarnaast was Abela actief binnen de Orde van Malta. Zo was hij de adjudant van grootmeester Antoine de Paule en later wist hij zelfs nog op te klimmen tot Vice-Kanselier van de Orde. Abela overleed in 1655 en werd begraven in de Sint-Janscokathedraal in Valletta.